# شصت و سومین دوره جوایز بفتا

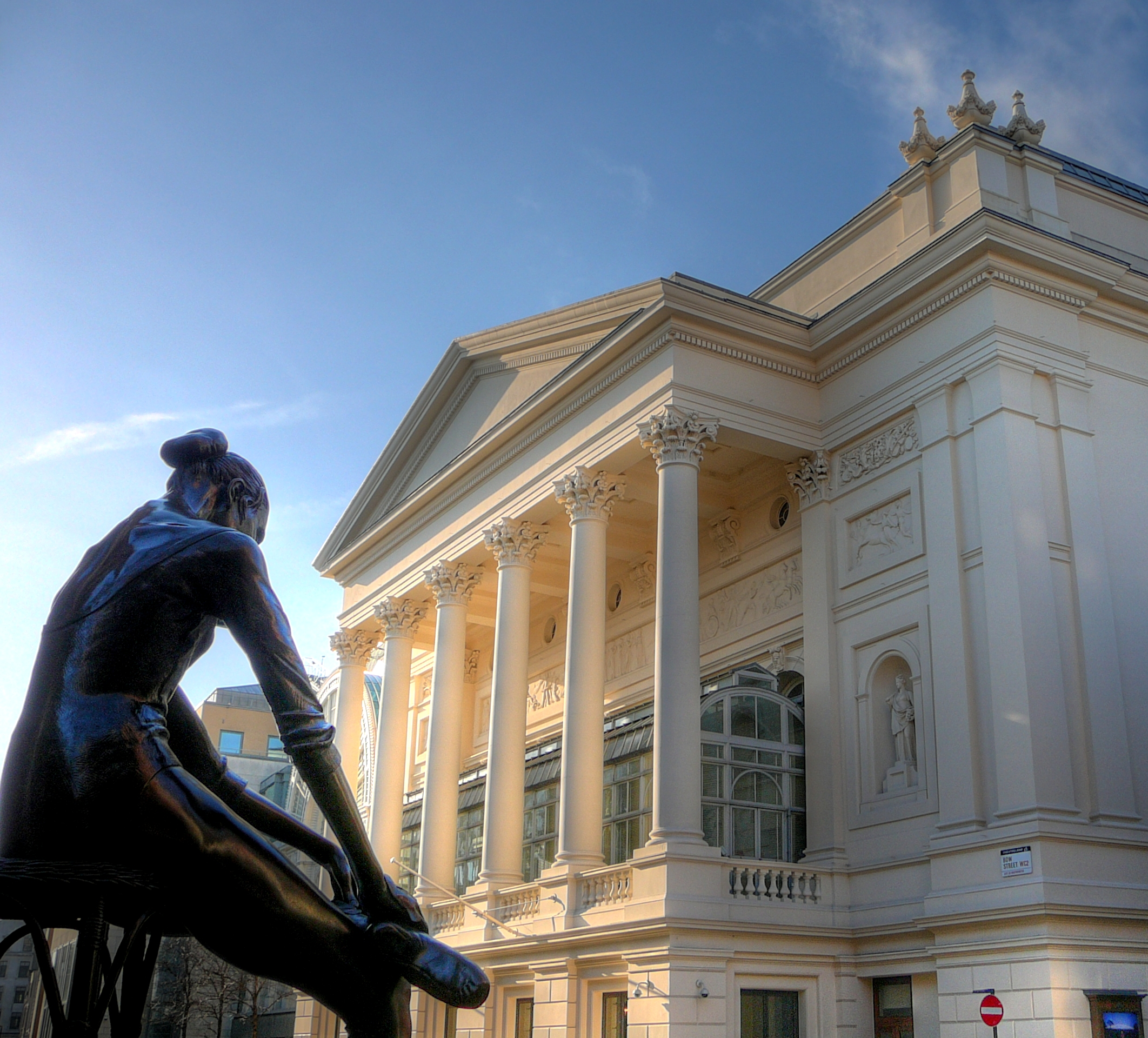
شصت و سومین مراسم جوایز سینمایی

شصت و سومین مراسم جوایز سینمایی بفتا در تاریخ ۲۱ فوریه ۲۰۱۰ میلادی برگزار شد که در آن آکادمی انگلیسی فیلم‌ها بهترین آثار سینمایی سال را اعلام کرد. برنده اصلی جوایز فیلم مهلکه ساخته کاترین بیگلو با مجموع ۶ جایزه (از جمله بهترین فیلم سال) شد.

## نامزدها و برندگان
| بهترین فیلم | بهترین کارگردانی |
| --- | --- |
| - - مهلکه - آواتار - یک آموزش - بالا در آسمان - پرشس | - - کاترین بیگلو برای مهلکه - جیمز کامرون برای آواتار - کوئنتین تارانتینو برای حرامزاده‌های لعنتی - لونه شرفیگ برای یک آموزش - نیل بلومکمپ برای منطقه ۹                                      |
| بهترین بازیگر مرد | بهترین بازیگر زن |
| - - کالین فرث برای یک مرد مجرد - جف بریجز برای فیلم دل دیوانه - جورج کلونی برای فیلم بالا در آسمان - جرمی رنر برای فیلم مهلکه - اندی سرکیس برای فیلم سکس و مواد مخدر و راک اند رول | - - کری مولیگان برای فیلم یک آموزش - مریل استریپ برای فیلم جولی و جولیا - سیرشا رونان برای فیلم استخوان‌های دوست‌داشتنی - گابوری سیدیب برای فیلم پرشس - اودره توتو برای فیلم کوکو قبل از شانل |
| بهترین فیلمنامه اقتباسی | بهترین فیلمنامه اورجینال |
| - - بالا در آسمان (برای جیسن ریتمن) - منطقه ۹ - یک آموزش - در گره - پرشس | - - مهلکه (برای کاترین بیگلو) - حرامزاده‌های لعنتی - خماری - یک مرد جدی - بالا |
| بهترین بازیگر نقش مکمل مرد | بهترین بازیگر نقش مکمل زن |
| - - کریستوف والتس – حرامزاده‌های لعنتی - الک بالدوین – پیچیده است - آلفرد مولینا – یک آموزش - کریستین مک‌کی – من و اورسون ولز - استنلی توچی – استخوان‌های دوست‌داشتنی                  | - - مونیک برای فیلم پرشس - کریستین اسکات توماس برای فیلمپسر هیچ کجا - ورا فارمیگا برای فیلم بالا در آسمان - آنا کندریک برای فیلم بالا در آسمان - آن مری داف برای فیلم پسر هیچ کجا           |
| بهترین فیلم خارجی زبان | بهترین انیمیشن |
| - - یک پیامبر (فرانسه) - روبان سفید (آلمان) - آغوش های گسسته (اسپانیا) - کوکو قبل از شانل (فرانسه) - بگذار سمت راست داخل شود (سوئد)                                                | - - بالا - کورالاین - آقای فاکس شگفت‌انگیز |